# Staleochlora curupira
Staleochlora curupira is een rechtvleugelig insect uit de familie Romaleidae. De wetenschappelijke naam van deze soort is voor het eerst geldig gepubliceerd in 1992 door Roberts & Carbonell.